# Krzyż Wolności i Solidarności
Krzyż Wolności i Solidarności – polskie państwowe odznaczenie cywilne, nadawane działaczom opozycji wobec dyktatury komunistycznej w PRL. Zostało ustanowione ustawą z dnia 5 sierpnia 2010. Po raz pierwszy Krzyż został nadany w czerwcu 2011 przy okazji obchodów 35. rocznicy wydarzeń radomskich.
W precedencji zajmuje miejsce pomiędzy Złotym Krzyżem Zasługi z Mieczami a Medalem Virtus et Fraternitas.

## Geneza
5 marca 2010 roku do laski marszałkowskiej wpłynął poselski projekt ustawy o wznowieniu Krzyża Niepodległości oraz o ustanowieniu Krzyża Wolności i Solidarności, przygotowany przez Krakowski Komitet Krzyża Solidarności. 10 kwietnia 2010 r. w katastrofie polskiego samolotu Tu-154M w Smoleńsku zginęło 5 z 31 posłów wnoszących projekt ustawy do Sejmu (Grażyna Gęsicka, Przemysław Gosiewski, Maciej Płażyński, Krzysztof Putra i Zbigniew Wassermann) oraz 2 wspierających go wysokich urzędników państwowych (kierownik Urzędu do Spraw Kombatantów i Osób Represjonowanych Janusz Krupski i prezes Instytutu Pamięci Narodowej Janusz Kurtyka), co jednak nie wstrzymało dalszych prac w Sejmie. Po otrzymaniu opinii Biura Analiz Sejmowych podkomisja, do której został skierowany projekt ustawy, opracowała na podstawie wniesionego projektu ustawę o zmianie ustawy o orderach i odznaczeniach oraz przyjętą przez Sejm 24 czerwca 2010 r. uchwałę w sprawie przywrócenia Krzyża Niepodległości i ustanowienia Krzyża Wolności i Solidarności. Ustawa została uchwalona na posiedzeniu 5 sierpnia 2010 r., po czym 9 sierpnia 2010 r. została przekazana do podpisu Prezydentowi RP. Prezydent Komorowski złożył swój podpis 13 sierpnia 2010 roku. Ustawa została opublikowana w Dzienniku Ustaw w dniu 25 sierpnia 2010 z mocą obowiązującą od dnia 9 września 2010 roku. Krzyż Niepodległości powrócił w formie dwuklasowego Orderu Krzyża Niepodległości.
Formularz wniosku o nadanie Krzyża Wolności i Solidarności wprowadzony został Rozporządzeniem Prezydenta RP z dnia 2 lutego 2011. Rozporządzeniem prezydenta RP z dnia 4 sierpnia 2011 wprowadzony został nowy formularz wniosku, który obowiązuje od 21 września 2011 r. Specyfiką procedury postępowania w przypadku tego odznaczenia jest wymóg wyrażenia zgody przez kandydata wytypowanego do odznaczenia, zanim IPN przystąpi do opracowywania wniosku.

## Zasady nadawania
Krzyż Wolności i Solidarności jest nagrodą dla działaczy opozycji wobec dyktatury komunistycznej, którzy w okresie od 1 stycznia 1956 r. do 4 czerwca 1989 r., z wyłączeniem okresu od 31 sierpnia 1980 r. do 12 grudnia 1981 r., na terytorium Polski co najmniej przez 12 miesięcy:
- byli aktywnymi członkami nielegalnych organizacji, które stawiały sobie za cel odzyskanie przez Polskę niepodległości i suwerenności lub respektowanie praw człowieka w PRL, lub
- prowadzili zagrożoną odpowiedzialnością karną lub represjami działalność na rzecz odzyskania przez Polskę niepodległości i suwerenności lub respektowania praw człowieka w PRL.

Krzyż Wolności i Solidarności nadaje się również osobom, które w okresie od 1 stycznia 1956 r. do 4 czerwca 1989 r. na terytorium Polski ze względu na prowadzoną działalność mającą na celu odzyskanie przez Polskę niepodległości i suwerenności lub respektowanie praw człowieka w PRL lub też ze względu na świadome uczestnictwo w działaniach i manifestacjach mających taki cel:
- zostały zabite,
- doznały ciężkiego uszczerbku na zdrowiu,
- przez łączny okres co najmniej 30 dni były więzione, aresztowane, internowane lub w inny sposób pozbawione wolności,
- zostały powołane na ćwiczenia wojskowe lub do odbycia zasadniczej służby wojskowej,
- były pozbawione prawa lub możliwości wykonywania zawodu lub podjęcia pracy przez okres co najmniej 6 miesięcy,
- zostały wydalone z wyższej uczelni lub szkoły na okres co najmniej 6 miesięcy.

Nie mają prawa do otrzymania Krzyża Wolności i Solidarności osoby:
- które były pracownikami, funkcjonariuszami, żołnierzami organów bezpieczeństwa państwa określonych w art. 5 ustawy z dnia 18 grudnia 1998 r. o IPN (Dz.U. z 2023 r. poz. 102), chyba że przedłożą dowody, że przed 4 czerwca 1989 r., bez wiedzy przełożonych czynnie wspierały osoby lub organizacje działające na rzecz odzyskania przez Polskę niepodległości i suwerenności lub respektowania praw człowieka w PRL, albo
- co do których w archiwum Instytutu Pamięci Narodowej – Komisji Ścigania Zbrodni przeciwko Narodowi Polskiemu zachowały się dokumenty wytworzone przez nie lub przy ich udziale, w ramach czynności wykonywanych przez nie w charakterze tajnego informatora lub pomocnika przy operacyjnym zdobywaniu informacji przez ww. organy.

Wnioski o nadanie Krzyża Wolności i Solidarności przedstawia Prezydentowi Prezes IPN, a w przypadku osób nieposiadających obywatelstwa polskiego lub zamieszkałych stale za granicą – Prezes IPN w porozumieniu z ministrem właściwym do spraw zagranicznych.
10 listopada 2011 r., zarządzeniem Prezesa Instytutu Pamięci Narodowej (nr 52/11), powołany został samodzielny zespół do spraw realizacji wniosków o nadanie odznaczenia Krzyż Wolności i Solidarności, który zajmuje się merytorycznym i formalnym opracowywaniem wniosków, w tym przeprowadzaniem wymaganych kwerend archiwalnych.

## Insygnia
Odznaką Krzyża Wolności i Solidarności jest krzyż równoramienny, srebrzony i oksydowany, o ramionach w przekroju spłaszczonego ośmioboku, poszerzonych na końcach, połączonych pośrodku prostopadłościanem. Ramiona krzyża pokryte są czerwoną emalią ze srebrzonym paskiem przez środek. Na ramionach poziomych jest wyryty dwudzielny napis WOLNOŚĆ I SOLIDARNOŚĆ. W środku krzyża wyryty stylizowany wizerunek Orła Białego. Odwrotna strona krzyża jest gładka. Wymiar krzyża wynosi 42 mm.
Krzyż zawieszony jest na wstążce białej szerokości 38 mm, mającej po brzegach umieszczone symetrycznie połączone prążki złote i szkarłatne szerokości 3 mm każdy.

## Statystyki i odznaczeni
| Rok/miesiąc | Styczeń | Luty  | Marzec | Kwiecień | Maj   | Czerwiec | Lipiec | Sierpień | Wrzesień | Październik | Listopad | Grudzień | Razem |
| ----------- | ------- | ----- | ------ | -------- | ----- | -------- | ------ | -------- | -------- | ----------- | -------- | -------- | ----- |
| 2011        | –       | –     | –      | –        | –     | 10.      | 0      | 10.      | 16       | 23          | 40       | 54       | 153   |
| 2012        | 24      | 102   | 48     | 44       | 0     | 92       | 40     | 42       | 0        | 75          | 49       | 0        | 516   |
| 2013        | 92      | 53    | 84     | 0        | 0     | 19       | 23     | 79       | 2        | 41          | 33       | 0        | 426   |
| 2014        | 28      | 6     | 56     | 23       | 35    | 25       | 51     | 31       | 41       | 57          | 23       | 44       | 420   |
| 2015        | 75      | 60    | 0      | 46       | 47    | 50       | 39     | 257      | 55       | 98          | 137      | 214      | 1078  |
| 2016        | 105     | 145   | 49     | 39       | 41    | 100      | 208    | 282      | 66       | 32          | 221      | 61       | 1349  |
| 2017        | 125     | 51    | 73     | 144      | 112   | 90       | 0      | 42       | 40       | 114         | 60       | 36       | 887   |
| 2018        | 22      | 0     | 112    | 6        | 106   | 53       | 144    | 0        | 80       | 159         | 27       | 12       | 721   |
| 2019        | 88      | 53    | 7      | 162      | 193   | 40       | 154    | 1        | 58       | 171         | 87       | 52       | 1066  |
| 2020        | 37      | 59    | 0      | 0        | 67    | 0        | 277    | 8        | 77       | 69          | 0        | 64       | 658   |
| 2021        | 0       | 46    | 74     | 0        | 22    | 113      | 45     | 80       | 19       | 52          | 20       | 0        | 471   |
| 2022        | 25      | 42    | 60     | 0        | 1     | 125      | 70     | 0        | 57       | 90          | 68       | 0        | 538   |
| 2023        | 0       | 59    | 34     | 87       | 52    | 1        | 40     | 47       | 3        | 32          | 26       | 0        | 381   |
| 2024        | 16      | 28    | 45     | 52       | 47    | 0        | 65     | 0        | 74       | 89          | 67       | 0        | 483   |
| 2025        | 51      | 0     | 49     |          |       |          |        |          |          |             |          |          | 100   |
| Razem       | Razem   | Razem | Razem  | Razem    | Razem | Razem    | Razem  | Razem    | Razem    | Razem       | Razem    | Razem    | 9247  |

Nazwiska części odznaczonych znajdują się w przypisach (oficjalna strona Prezydenta RP przestała w pewnym momencie publikować nazwiska odznaczonych). Aktualizowany spis można znaleźć na stronie IPN.
W 2011 r. Instytut Pamięci Narodowej opracował i przesłał do Kancelarii Prezydenta Rzeczypospolitej Polskiej 199 wniosków prezesa IPN o nadanie Krzyża Wolności i Solidarności, a od maja do końca 2011 r. do zespołu IPN wpłynęło 486 wniosków z wyrażoną zgodą na przedstawienie do odznaczenia tym Krzyżem.
W 2012 r. do IPN wpłynęło 910 wniosków z wyrażoną zgodą na przedstawienie do odznaczenia Krzyżem Wolności i Solidarności, a Instytut Pamięci Narodowej opracował i przesłał do Kancelarii Prezydenta Rzeczypospolitej Polskiej 759 wniosków prezesa IPN o nadanie tego Krzyża.